# エバ・カルボ・ゴメス
エバ・カルボ・ゴメス（スペイン語: Eva Calvo Gómez, 1991年7月29日 - ）は、スペイン・レガネス出身の女子テコンドー選手。

## 経歴
2013年にメキシコ・プエブラで開催された世界テコンドー選手権大会では、57kg級で銀メダルを獲得した。準決勝で日本の濱田真由に敗れた。2015年にロシア・チェリャビンスクで開催された世界選手権では、57kg級で銀メダルを獲得した。決勝で濱田真由に敗れた。
2016年にブラジルのリオデジャネイロで開催されたリオデジャネイロオリンピックでは、57kg級で銀メダルを獲得した。準々決勝でイランのキミア・アリザデに勝利し、準決勝でエジプトのヘダヤ・ワーバに勝利。決勝でイギリスのジェイド・ジョーンズに敗れた。なお、同大会のテコンドー競技スペイン選手団では、男子68kg級のジョエル・ゴンサレスも銅メダルを獲得している。